# Eparchie podolská
Eparchie Podolsk je eparchie ruské pravoslavné církve nacházející se v Rusku.

## Území a titul biskupa
Zahrnuje správní hranice území městského okruhu Podolsk, Ljubercy, Dzeržinskij, Kotělniki, Lytkarino, Serpuchov, Protvino, Puščino, Domodědovo, Čechov, Stupino a Leninského městského okruhu (s centrem ve městě Vidnoje) Moskevské oblasti.
Eparchiálnímu biskupovi náleží titul biskup podolský a ljuberecký.

## Historie
Roku 1920 byl zřízen podolský vikariát moskevské eparchie.
Dne 13. dubna 2021 byla rozhodnutím Svatého synodu zřízena z části území moskevské eparchie samostatná eparchie podolská. Následně byla zahrnuta do moskevské metropole.
Prvním eparchiálním biskupem se stal arcibiskup južno-sachalinský a kurilský Aksij (Lobov).

## Seznam biskupů

### Podolský vikariát
- 1920–1924 Petr (Poljanskij), svatořečený mučedník
- 1924–1924 Irinarch (Siněokov-Andrijevskij
- 1926–1927 Serafim (Siličev)
- 1927–1932 Innokentij (Leťjajev), místně svatořečený mučedník
- 1932–1932 Alexandr (Pochvalinskij)
- 1932–1933 Pamfil (Ljaskovskij)
- 1934–1934 Ioann (Sokolov)
- 1958–1960 Ioann (Vendland)
- 1960–1960 Nikodim (Rotov)
- 1961–1961 Kiprian (Zjornov)
- 1962–1964 Leontij (Gudimov)
- 1965–1966 Vladimir (Kotljarov)
- 1966–1971 Germogen (Orechov)
- 1972–1975 Serapion (Fadějev)
- 1979–1980 Nikanor (Juchimjuk)
- 1985–1990 Vladimir (Ikim)
- 1990–1999 Viktor (Pjankov)
- 2002–2003 Ilarion (Alfejev)
- 2009–2021 Tichon (Zajcev)

### Podolská eparchie
- od 2021 Aksij (Lobov)